# David O'Keeffe
David O'Keeffe (n. 17 octombrie 1953, Ennis, Munster⁠(d), Irlanda) este un jurist britanic. Este profesor emerit de drept european la Universitatea din Londra.  El este Senior Counsel la Dentons, cea mai
mare firmă de avocatură din lume.  Din 2008 a prezidat Tribunalul Funcției Publice Europene cu sediul la Florența, Italia.
A fost secretar juridic la Curtea Europeană de Justiție (1985-1990). În 1993, după câțiva ani ca profesor de drept european și decan al Facultății de Drept la Universitatea din Durham, Regatul Unit, (1990-1993), a devenit titular al Catedrei de drept european la University College London, care o menține până în 2004. Predă aceeași materie la Colegiul Europei Bruges (1993-2007).
A înființat Euopean Foreign Affairs Review (Revista europeană a afacerilor externe) și a fost, de asemenea, editor al Common Market Law Review al pieței din 1985 până în 2005.  Este consultant în materie de drept al Uniunii Europene pentru Camera Lorzilor. A fost consultant al Parlamentului European și Ombudsmanul European. În timpul președinției olandeze a Comunității Economice Europene, a fost consilier al guvernului olandez cu privire la Tratatul de la Maastricht.  A fost membru al grupului la nivel înalt constituit în cadrul Comisiei Europene, condus de  Simone Veil.

## Publicații
- Legal Issues of the Maastricht Treaty, Londra, 1994
- Legal Issues of the Amsterdam Treaty Londra, 1999
- Judicial Review in European Union Law Londra, 2001